# 1996年アトランタオリンピックの南アフリカ選手団
1996年アトランタオリンピックの南アフリカ選手団（1996ねんアトランタオリンピックのみなみアフリカせんしゅだん）は、1996年7月19日から8月4日にかけてアメリカ合衆国のジョージア州アトランタで開催された1996年アトランタオリンピックの南アフリカ選手団、およびその競技結果。

## 概要
今大会は金メダル3個、銀メダル1個、銅メダル1個の合計5個のメダルを獲得した。

## メダル
| メダル | 選手名                 | 競技 | 種目           |
| ------ | ---------------------- | ---- | -------------- |
| 金     | ジョサイア・チュグワネ | 陸上 | 男子マラソン   |
| 金     | ペネローペ・ヘインズ   | 競泳 | 女子100m平泳ぎ |
| 金     | ペネローペ・ヘインズ   | 競泳 | 女子200m平泳ぎ |
| 銀     | ヘゼキエル・セペング   | 陸上 | 男子800m       |
| 銅     | マリアンヌ・クリール   | 競泳 | 女子100m背泳ぎ |